# Benibotarus thoracicus
Benibotarus thoracicus är en skalbaggsart som först beskrevs av Randall 1838.  Benibotarus thoracicus ingår i släktet Benibotarus och familjen rödvingebaggar. Inga underarter finns listade i Catalogue of Life.